# خانية باكو
خانات باكو أو خانية باكو كانت خانية تحت السيادة الإيرانية، امتدت في مدينة باكو ومحيطها من عام 1747 إلى عام 1806.

## الخلفية
كانت مدينة باكو ، الواقعة في جنوب القوقاز ، في الأصل جزءًا من ولاية شيروان [الإنجليزية] في إيران الصفوية. حكم المنطقة في النصف الأول من القرن الثامن عشر دارجاه قولي بك، الذي كانت عائلته في الأصل من مازندران. وبعد انهيار الحكومة الصفوية عام 1722، بدأت السلطة الإيرانية في جنوب القوقاز تتضاءل. خلال الحرب الروسية الفارسية 1722-1723، اعترف دارجاه قولي بالحكم الروسي واحتفظ بمنصبه حتى إقالته في عام 1730، والتي حدثت بسبب تعاونه مع إيران. ثم دخل في خدمة الزعيم العسكري الإيراني نادر، وخدم تحت قيادته. وبعد انسحاب الروس، أُعيد تعيين دارجاه قولي حاكمًا لباكو.
وبحلول عام 1735، اُستعيدَت الممتلكات الإيرانية السابقة في جنوب القوقاز بفضل جهود نادر، الذي أعاد تأسيس الحدود الصفوية السابقة. وفي هذه الفترة أيضًا وضع نصب عينيه العرش، حيث كان يعتقد أن حملاته نجحت في استقرار البلاد وجلبت له شهرة كافية. في 8 آذار 1736، تُوج شاهًا جديدًا لإيران، مُلغيًا الدولة الصفوية، وبدأ السلالة الأفشارية. قُتل درغاه قلي في عام 1739 أثناء الحملة الإيرانية على: جار وتاله. وخلفه ابنه ميرزا محمد خان الأول [الإنجليزية]، الذي واصل أيضًا العمل تحت قيادة نادر شاه في الجيش.

## التاريخ
بعد اغتيال نادر شاه في عام 1747، سقطت إيران في حالة من الاضطراب، وخاصة في جنوب القوقاز. هناك، كان الجورجيون والخانات المحليون يتقاتلون على الأرض. سرعان ما انقسمت المنطقة إلى عدة خانات ومناطق شبه مستقلة، مثل خانية باكو. كانت الخانات نوعًا من الوحدات الإدارية التي يحكمها حاكم وراثي أو معين، بشرط أن يخضع للحكم الإيراني. كان لقب الحاكم إما بغلاربيجي أو خان، وهو مرادف للقب الباشا العثماني. ظلت الخانات المجاورة تُعتبر تابعة لإيران حتى عندما كان الشاهات في البر الرئيس الإيراني يفتقرون إلى القوة اللازمة لفرض حكمهم في المنطقة. خلال هذه الفترة أصبح ميرزا محمد خان الأول تابعًا لفتح علي خان القوبي [الإنجليزية]، حاكم خانية قوبا. بحلول عام 1762، أصبح الحاكم الزندي كريم خان زند (حكم. 1751 - 1779) قد رسّخ سلطته في معظم أنحاء إيران، وفي نهاية المطاف اعترفت به جورجيا ومختلف خانات جنوب القوقاز باعتباره صاحب السيادة عليهم.
أعاد الإمبراطور الروسي المتوج حديثًا ألكسندر الأول (حكم 1801–1825) تعيين قادة كاثرين الأولى السابقين في مناصبهم السابقة، واختار أيضًا استئناف خططه للقوقاز. قام بتعيين كارل كنورينج [الإنجليزية] حاكمًا لجورجيا، وأمره بتقديم الحماية الروسية للعديد من الخانات (بما في ذلك باكو) التي لم يتمكن الشاه الجديد فتح علي شاه من تثبيت سيطرته عليها بعد. وهذا يدل على أن الإسكندر، على عكس أبيه، سعى إلى الاستيلاء على كامل المنطقة الواقعة بين نهري آراس وكور. وكان الجنود الروس متمركزين في ذلك الوقت بشكل دائم في تبليس وكانوا مستعدين للتقدم إلى ضفاف نهر أراس. بالنسبة للروس، كان من الضروري إخضاع أو إقناع خان باكو لأن منطقته كانت تشمل أهم ميناء على بحر قزوين. إن السيطرة على المنطقة من شأنه أن يجعل من الممكن للروس إرسال الإمدادات من أستراخان مباشرة إلى الجنود الروس في جورجيا.
وقد اتخذت العائلة اسم بادكوبه بعد انتقالها إلى مدينة أراك في إيران، في حين اتخذت شريحة مختلفة من العائلة التي بقيت وعملت مع الروس اسم باكيخانوف [الإنجليزية].